# El mal querer
El Mal Querer (estilizado em letras maiúsculas) é o segundo álbum de estúdio da cantora espanhola Rosalía. Lançado em 2 de novembro de 2018 por intermédio da Sony Music, contou com a participação de El Guincho na composição e na produção.
Introduzido como um álbum conceitual e álbum experimental com temáticas em torno de um relacionamento tóxico, a obra é inspirada no livro anônimo Flamenca.  A promoção do álbum englobou o lançamento de quatro singles, "Malamente", "Pienso En Tu Mirá" — ambos acompanhados de estética elaborada e de simbolismo poético — "Di Mi Nombre" e "Bagdad". Nos Estados Unidos, o álbum foi divulgado em paineis na Times Square, bem como performances em festivais da Espanha, no MTV Europe Music Awards e no Grammy Latino.

## Turnê
A cantora espanhola embarcou em uma grande turnê, El Mal Querer Tour, de março a dezembro de 2019. A turnê começou em 29 de março em Buenos Aires, como parte do Lollapalooza. Rosalía depois visitou outros festivais na América do Norte como Coachella, Made in America e Astroworld. Concertos solo também foram celebrados em São Francisco, Los Angeles, Nova Iorque e Toronto. Este último visitou a Europa, com Rosalía participando de festivais como Glastonbury ou Primavera Sound. Os shows solo do Encore na Europa aconteceram em dezembro, com cinco shows esgotados em Paris, Londres, Barcelona e Madri.

## Lista de faixas
Todas as canções foram co-produzidas por Rosalía e El Guincho.
| El Mal Querer – Edição padrão |                                       |                                                                                             |         |  |
| N.º                           | Título                                | Compositor(es)                                                                              | Duração |  |
| 1.                            | "Malamente" (Cap. 1: Augurio)         | Rosalía Vila El Guincho Antón Álvarez                                                       | 2:29    |  |
| 2.                            | "Que No Salga La Luna" (Cap. 2: Boda) | Vila Álvarez Antonio Gallardo Molina Nicolás Sánchez Ortega                                 | 4:29    |  |
| 3.                            | "Pienso En Tu Mirá" (Cap. 3: Celos)   | Vila Álvarez                                                                                | 3:13    |  |
| 4.                            | "De Aquí No Sales" (Cap. 4: Disputa)  | Vila Álvarez                                                                                | 2:24    |  |
| 5.                            | "Reniego" (Cap. 5: Lamento)           | Vila                                                                                        | 3:28    |  |
| 6.                            | "Preso" (Cap. 6: Clausura)            | Vila Ferrán Echegaray Rossy De Palma                                                        | 0:40    |  |
| 7.                            | "Bagdad" (Cap. 7: Liturgia)           | Vila Álvarez Luis Troquel Leticia Sala Bufill Justin Timberlake Timothy Mosley Scott Storch | 3:02    |  |
| 8.                            | "Di Mi Nombre" (Cap. 8: Éxtasis)      | Vila Álvarez                                                                                | 2:42    |  |
| 9.                            | "Nana" (Cap. 9: Concepción)           | Vila El Guincho                                                                             | 3:17    |  |
| 10.                           | "Maldición" (Cap. 10: Cordura)        | Vila Álvarez Arthur Russell                                                                 | 2:55    |  |
| 11.                           | "A Ningún Hombre" (Cap. 11: Poder)    | Vila Álvarez                                                                                | 1:34    |  |
| Duração total:                | Duração total:                        | Duração total:                                                                              | 30:13   |  |

## Desempenho nas tabelas musicais
| País — tabela musical (2020)                | Melhor posição |
| ------------------------------------------- | -------------- |
| Alemanha (Album Top 100)                    | 95             |
| Bélgica (Ultratop Flanders)                 | 76             |
| Bélgica (Ultratop Wallonia)                 | 138            |
| Espanha (PROMUSICAE)                        | 1              |
| Estados Unidos (Billboard Latin Albuns)     | 10             |
| Estados Unidos (Billboard Latin Pop Albums) | 1              |
| Portugal (AFP)                              | 20             |
| Suíça (Schweizer Hitparade)                 | 56             |

## Vendas e certificações
| Região                                                        | Certificação | Vendas   |
| ------------------------------------------------------------- | ------------ | -------- |
| Espanha (PROMUSICAE)                                          | 3× Platina   | 120,000‡ |
| ‡vendas+valores de streaming baseados somente na certificação |              |          |